# Elecciones parlamentarias de Portugal de 2022
Las elecciones parlamentarias de Portugal de 2022 se llevaron a cabo el 30 de enero de ese año, de manera anticipada, para elegir a los miembros de la Asamblea de la República para la XV Legislatura de Portugal. Los 230 escaños de la Asamblea de la República estaban en disputa.
El 27 de octubre de 2021, el presupuesto propuesto por el gobierno minoritario socialista de António Costa fue rechazado por la Asamblea de la República. El Bloque de Izquierda (BE) y el Partido Comunista (PCP) se unieron a los partidos de derecha y rechazaron el presupuesto. El 4 de noviembre de 2021, el presidente de la República, Marcelo Rebelo de Sousa, anunció una elección anticipada para el 30 de enero de 2022. Las elecciones se llevaron a cabo durante la pandemia de COVID-19 en Portugal en curso.
El Partido Socialista (PS) del primer ministro António Costa ganó un inesperado gobierno mayoritario en la Asamblea de la República, el segundo en la historia del partido. El PS obtuvo el 41,5% de los votos y 119 escaños, tres por encima del mínimo exigido para la mayoría. El PS obtuvo la mayor cantidad de votos en todos los distritos de Portugal continental, y solo no logró ganar la Región Autónoma de Madeira. Los analistas políticos consideraron que el PS se había beneficiado de que los votantes del Bloque de Izquierda (BE) y de la Coalición Democrática Unitaria (CDU) votaran por el PS en su lugar.
El Partido Social Demócrata (PSD) se mantuvo estable pero tuvo un desempeño inferior al de las encuestas de opinión que habían pronosticado una reñida carrera con el PS. El PSD obtuvo el 29,2% de los votos, un porcentaje ligeramente superior al de 2019, y obtuvo 78 escaños, un escaño menos que en las elecciones anteriores. El PSD fue superado por el PS en distritos como Leiria y Viseu, y perdió Braganza por sólo 15 votos frente al PS. Después de las elecciones, el líder del partido, Rui Rio, anunció que renunciaría al liderazgo.
CHEGA terminó en tercer lugar, ganando 12 escaños y el 7,3% de los votos. La Iniciativa Liberal (IL) terminó en cuarto lugar, ganando 8 escaños y el 4,9% de los votos. Ambos partidos experimentaron una oleada de votantes y lograron avances en esta elección, aunque CHEGA recibió más de 100,000 votos menos que los que había recibido su líder en la elección presidencial del año anterior, una elección en la que la participación fue menor.
Tanto el BE como la CDU sufrieron importantes pérdidas, siendo superados por IL y CHEGA. Se consideró que su rechazo al presupuesto de 2022 fue un factor en la pérdida de votos y escaños, junto con la votación táctica. El BE obtuvo 5 escaños y el 4,4% de los votos. CDU obtuvo 6 escaños y el 4,3% de los votos, perdiendo escaños en los distritos de Évora y Santarém. El Partido Ecologista «Los Verdes» (PEV) perdió todos sus escaños por primera vez.
El CDS-Partido Popular (CDS-PP) perdió todos sus escaños por primera vez, recibiendo el 1,6% de los votos. El líder del partido, Francisco Rodrigues dos Santos, anunció su renuncia. Personas-Animales-Naturaleza (PAN) también sufrió pérdidas, ganando 1 escaño y el 1,6% de los votos, 3 escaños menos que en la elección anterior. LIVRE obtuvo 1 escaño y recibió el 1,3% de los votos, manteniendo el único escaño obtenido en las elecciones anteriores, siendo elegido en Lisboa el líder del partido, Rui Tavares.
La participación electoral creció, en comparación con las elecciones anteriores, con el 52,2% de los votantes registrados emitiendo su voto, a pesar de la pandemia de COVID-19 en Portugal.
Luego de polémicas y acusaciones por el conteo de votos en el exterior, la Corte Constitucional obligó a repetir la elección en la circunscripción Europa, que elige a dos diputados. Por lo tanto, la juramentación del nuevo Parlamento y Gobierno se retrasó un mes y medio. La repetición de las elecciones en el distrito electoral de ultramar de Europa tuvo lugar, para la votación en persona, los días 12 y 13 de marzo de 2022, y se recibieron boletas por correo hasta el 23 de marzo de 2022. Los resultados finales certificados de las elecciones fueron publicado en el diario oficial, Diário da República, el 26 de marzo de 2022.

## Antecedentes

### Política de Portugal
El Presidente de Portugal tiene el poder de disolver la Asamblea de la República por su propia voluntad. A diferencia de otros países, el presidente puede negarse a disolver el parlamento a petición del primer ministro o de la Asamblea de la República y de todos los partidos representados en el parlamento. Si el Primer Ministro renuncia, el presidente debe nombrar un nuevo Primer Ministro después de escuchar a todos los partidos representados en el Parlamento y luego el programa de gobierno debe ser objeto de discusión por parte de la Asamblea de la República, cuyos miembros del parlamento pueden presentar una moción de rechazo al próximo gobierno.

### Cambios de liderazgo
- A principios de diciembre de 2019, la Iniciativa Liberal (IL) eligió un nuevo líder después de que su anterior líder, Carlos Guimarães Pinto, renunciara. Su único diputado, João Cotrim de Figueiredo, fue elegido líder con el 96% de los votos en la convención del partido.[22]
- El Partido Social Demócrata (PSD), el mayor partido de oposición, celebraron elecciones de liderazgo en dos vueltas el 11 de enero y el 18 de enero de 2020. Tres candidatos estaban en la contienda: el actual líder del PSD, Rui Rio, el exlíder del grupo parlamentario del PSD, Luís Montenegro y el actual diputado Miguel Pinto Luz.[23] Alrededor de 40.000 miembros del partido, de casi 110.000, estaban registrados para votar.[24] En la primera vuelta, el 11 de enero, Rui Rio se adelantó con el 49% de los votos frente al 41,4% de Luís Montenegro y el 9,6% de Miguel Pinto Luz, clasificándose tanto Río como Montenegro para una segunda vuelta.[25] Una semana después, el 18 de enero, Rui Rio fue reelegido como líder del PSD con el 53,2% de los votos, frente al 46,8% de Luís Montenegro. En ambas rondas, la participación de miembros registrados alcanzó casi el 80%.[26] El 27 de noviembre de 2021 se llevó a cabo otra elección de liderazgo.[27] La fecha original era el 4 de diciembre de 2021, pero el partido votó para adelantar la fecha en una semana. El eurodiputado Paulo Rangel fue candidato a la dirección.[28] Se enfrentó al actual líder del PSD, Rui Rio, quien anunció su candidatura a la reelección el 19 de octubre de 2021.[29] Alrededor de 46.000 miembros del partido, de más de 85.000 miembros activos, están registrados para votar.[30] El 27 de noviembre de 2021, Rui Rio derrotó a Paulo Rangel por un margen de 52,4% a 47,6% y fue reelegido para un tercer mandato como líder del partido.[31]
- El CDS-Partido Popular (CDS-PP) también eligió un nuevo líder después de que la exlíder Assunção Cristas renunciara luego del peor resultado del partido en las elecciones parlamentarias de 2019. Cinco candidatos estaban en la contienda: el líder de la Juventud Popular Francisco Rodrigues dos Santos, el diputado del CDS de Aveiro João Almeida, el exdiputado Filipe Lobo d'Ávila, Abel Matos Santos y Carlos Meira. El nuevo líder fue elegido en un congreso del partido entre el 25 y el 26 de enero de 2020.[32] En ese congreso, en la ciudad de Aveiro, Francisco Rodrigues dos Santosfue elegido líder con el 46,4% de los votos de los delegados, contra el 38,9% de João Almeida y el 14,5% de Filipe Lobo d'Ávila.[33] Abel Matos Santos y Carlos Meira se habían retirado de la contienda, cerca del final del congreso pero antes de la votación.[32]
- En marzo de 2021, el líder y vocero de Personas-Animales-Naturaleza (PAN), André Silva, anunció que dejaba la dirección del partido para dedicar más tiempo a su familia. Se programó un congreso del partido para elegir un nuevo líder para el fin de semana del 5 al 6 de junio de 2021. Para ese congreso de liderazgo, solo un candidato dio un paso adelante, Inês Sousa Real, la líder parlamentaria del partido. El 6 de junio, Inês Sousa Real fue elegida como líder del PAN con el 87,2% de los votos en el congreso del partido en Tomar.[34]

### Fecha de elección
Según la Constitución portuguesa, se deben convocar elecciones entre el 14 de septiembre y el 14 de octubre del año en que finaliza la legislatura. La elección es convocada por el presidente de Portugal, pero no a petición del primer ministro; sin embargo, el presidente debe escuchar a todos los partidos representados en el Parlamento y el día de la elección debe anunciarse al menos 60 días antes de la elección. Si se convocan elecciones durante una legislatura en curso (disolución del parlamento), deben celebrarse al menos después de 55 días. El día de las elecciones es el mismo en todos los distritos electorales de varios escaños y debería ser domingo o feriado nacional. Por lo tanto, las próximas elecciones legislativas debieron haber tenido lugar a más tardar el 8 de octubre de 2023.
Sin embargo, debido al rechazo del Presupuesto del Estado de 2022, durante el cual los partidos de izquierda se unieron a los de derecha y votaron en contra de la propuesta, se convocó una elección anticipada para el 30 de enero de 2022.

## Sistema electoral
La Asamblea de la República está compuesta por 230 miembros elegidos directamente por sufragio universal por un período máximo de cuatro años. Cada uno de los dieciocho distritos administrativos de Portugal, así como cada una de las dos regiones autónomas del país, las Azores y Madeira, es un distrito electoral. Los votantes portugueses que residen fuera del territorio nacional se agrupan en dos circunscripciones electorales, Europa y el resto del mundo, cada uno de los cuales elige a dos miembros de la Asamblea. Los 226 escaños restantes se asignan entre las circunscripciones del territorio nacional en proporción a su número de electores registrados.
Los partidos políticos y las coaliciones de partidos pueden presentar listas de candidatos. Las listas son cerradas. Los escaños en cada circunscripción se distribuyen de acuerdo con el método D'Hondt.
En las elecciones parlamentarias de 2019 los miembros de la Asamblea fueron repartidos en los siguientes distritos:
| Distrito                             | Diputados | Mapa |
| ------------------------------------ | --------- | ---- |
| Lisboa                               | 48        |      |
| Oporto                               | 40        |      |
| Braga                                | 19        |      |
| Setúbal                              | 18        |      |
| Aveiro                               | 16        |      |
| Leiria                               | 10        |      |
| Coimbra, Faro y Santarém             | 9         |      |
| Viseu                                | 8         |      |
| Madeira y Viana do Castelo           | 6         |      |
| Azores y Vila Real                   | 5         |      |
| Castelo Branco                       | 4         |      |
| Beja, Bragança, Évora y Guarda       | 3         |      |
| Portalegre, Europa y Resto del Mundo | 2         |      |

## Partidos políticos
La siguiente tabla enumera los partidos representados en la Asamblea de la República disuelta antes de las elecciones.
| Partido | Partido | Partido                                                         | Partido                                                         | Ideología                                     | Posición                      | Líder                          |
| ------- | ------- | --------------------------------------------------------------- | --------------------------------------------------------------- | --------------------------------------------- | ----------------------------- | ------------------------------ |
|         | PS      | Partido Socialista                                              | Partido Socialista                                              | Socialdemocracia                              | Centroizquierda               | António Costa                  |
|         | PSD     | Partido Social Demócrata                                        | Partido Social Demócrata                                        | Liberalismo conservador                       | Centroderecha                 | Rui Rio                        |
|         | BE      | Bloque de Izquierda Bloco de Esquerda                           | Bloque de Izquierda Bloco de Esquerda                           | Socialismo democrático Populismo de izquierda | Izquierda a extrema izquierda | Catarina Martins               |
|         | PCP     | Partido Comunista Portugués Partido Comunista Português         | Coalición Democrática Unitaria Coligação Democrática Unitária   | Comunismo Marxismo-Leninismo                  | Izquierda a extrema izquierda | Jerónimo de Sousa              |
|         | PEV     | Partido Ecologista «Los Verdes» Partido Ecologista "Os Verdes"  | Coalición Democrática Unitaria Coligação Democrática Unitária   | Ecosocialismo Política verde                  | Izquierda                     | Heloísa Apolónia               |
|         | CDS-PP  | CDS-Partido Popular Centro Democrático e Social–Partido Popular | CDS-Partido Popular Centro Democrático e Social–Partido Popular | Conservadurismo Democracia cristiana          | Centroderecha a derecha       | Francisco Rodrigues dos Santos |
|         | PAN     | Personas-Animales-Naturaleza Pessoas-Animais-Natureza           | Personas-Animales-Naturaleza Pessoas-Animais-Natureza           | Bienestar de los animales Ecologismo          | Centroizquierda               | Inês Sousa Real                |
|         | CH      | ¡Basta! Chega!                                                  | ¡Basta! Chega!                                                  | Conservadurismo nacional Populismo de derecha | Extrema Derecha               | André Ventura                  |
|         | IL      | Iniciativa Liberal                                              | Iniciativa Liberal                                              | Liberalismo clásico                           | Centroderecha a derecha       | João Cotrim de Figueiredo      |
|         | L       | Libre Livre                                                     | Libre Livre                                                     | Ecosocialismo                                 | Centroizquierda a Izquierda   | Liderazgo colectivo            |

## Campaña
| Partido | Partido | Lema de campaña original                      | Lema de campaña en español                    | Ref.   |
| ------- | ------- | --------------------------------------------- | --------------------------------------------- | ------ |
|         | PS      | Juntos seguimos e conseguimos                 | Juntos seguimos y lo Conseguimos              | [ 39 ] |
|         | PSD     | Novos horizontes para Portugal                | Nuevos horizontes para Portugal               | [ 40 ] |
|         | BE      | Razões fortes, compromissos claros            | Razones fuertes, compromisos claros           | [ 41 ] |
|         | CDU     | CDU, Força decisiva Ao teu lado todos os dias | CDU, fuerza decisiva A tu lado todos los días | [ 42 ] |
|         | CDS-PP  | Pelas mesmas razões de semper                 | Por las mismas razones de siempre             | [ 43 ] |
|         | PAN     | ¡Agir, Já!                                    | ¡Actuar, ahora!                               | [ 44 ] |
|         | CH      | Vamos fazer o sistema tremer                  | Hagamos temblar el sistema                    | [ 45 ] |
|         | IL      | Preparados. Liberalizar Portugal              | Preparados. Liberalizar Portugal              | [ 46 ] |
|         | L       | Una alternativa é ser LIVRE                   | Una alternativa es ser LIBRE                  |        |

## Debates
Para estas elecciones se programaron un total de 38 debates. El líder de la CDU, Jerónimo de Sousa, solo asistirá a los debates en los principales canales de cada una de las tres principales cadenas, RTP1, SIC y TVI. Por lo tanto, estará ausente de los debates en los canales de noticias de las tres cadenas, SIC Noticias, RTP3 y CNN Portugal. Poco después, los debates entre el líder de la CDU Jerónimo de Sousa y otros líderes en los canales de cable de RTP, SIC e TVI, fueron cancelados, reduciendo así el número de debates a 32. El 11 de enero de 2022, el PCP anunció que Jerónimo de Sousa sería intervenido quirúrgicamente de urgencia vascular el 12 de enero y estaría fuera de campaña durante 10 días, por lo que estaría ausente de los debates. João Oliveira sustituyó a Jerónimo de Sousa en el debate con el líder del PSD, Rui Rio.
| Fecha                                               | Hora         | Organizador            | Moderador                                              | I Invitado P Presente A Ausente N No Invitado S Sustituto | I Invitado P Presente A Ausente N No Invitado S Sustituto | I Invitado P Presente A Ausente N No Invitado S Sustituto | I Invitado P Presente A Ausente N No Invitado S Sustituto | I Invitado P Presente A Ausente N No Invitado S Sustituto | I Invitado P Presente A Ausente N No Invitado S Sustituto | I Invitado P Presente A Ausente N No Invitado S Sustituto | I Invitado P Presente A Ausente N No Invitado S Sustituto | I Invitado P Presente A Ausente N No Invitado S Sustituto | I Invitado P Presente A Ausente N No Invitado S Sustituto |   |   |   |   |        |
| Fecha                                               | Hora         | Organizador            | Moderador                                              | Costa PS                                                  | Rio PSD                                                   | Martins BE                                                | Sousa CDU                                                 | Rodrigues dos Santos CDS-PP                               | Sousa Real PAN                                            | Ventura CH                                                | Cotrim de Figueiredo IL                                   | Tavares L                                                 | Ref                                                       |   |   |   |   |        |
| --------------------------------------------------- | ------------ | ---------------------- | ------------------------------------------------------ | --------------------------------------------------------- | --------------------------------------------------------- | --------------------------------------------------------- | --------------------------------------------------------- | --------------------------------------------------------- | --------------------------------------------------------- | --------------------------------------------------------- | --------------------------------------------------------- | --------------------------------------------------------- | --------------------------------------------------------- | - | - | - | - | ------ |
| Fecha                                               | Hora         | Organizador            | Moderador                                              | 2 de enero de 2022                                        | 8:50 p. m.                                                | RTP1                                                      | João Adelino Faria                                        | P                                                         | N                                                         | N                                                         | N                                                         | N                                                         | Ref                                                       | N | N | N | P | [ 52 ] |
| 10:45 p. m.                                         | SIC Noticias | Rosa de Oliveira Pinto | N                                                      | 2 de enero de 2022                                        | N                                                         | P                                                         | N                                                         | N                                                         | N                                                         | P                                                         | N                                                         | N                                                         |                                                           |   |   |   |   | [ 52 ] |
| 3 de enero de 2022                                  | 9:00 p. m.   | SIC                    | Clara de Sousa                                         | N                                                         | P                                                         | N                                                         | N                                                         | N                                                         | N                                                         | P                                                         | N                                                         | N                                                         |                                                           |   |   |   |   | [ 52 ] |
| 3 de enero de 2022                                  | 10:00 p. m.  | CNN Portugal           |                                                        | Cancelado                                                 | Cancelado                                                 | Cancelado                                                 | Cancelado                                                 | Cancelado                                                 | Cancelado                                                 | Cancelado                                                 | Cancelado                                                 | Cancelado                                                 |                                                           |   |   |   |   | [ 52 ] |
| 4 de enero de 2022                                  | 6:30 p. m.   | SIC Noticias           | Rosa de Oliveira Pinto                                 | N                                                         | N                                                         | P                                                         | N                                                         | N                                                         | N                                                         | N                                                         | N                                                         | P                                                         |                                                           |   |   |   |   | [ 52 ] |
| 4 de enero de 2022                                  | 9:00 p. m.   | TVI                    | Pedro Mourinho                                         | P                                                         | N                                                         | N                                                         | P                                                         | N                                                         | N                                                         | N                                                         | N                                                         | N                                                         |                                                           |   |   |   |   | [ 52 ] |
| 4 de enero de 2022                                  | 10:00 p. m.  | RTP3                   | João Adelino Faria                                     | N                                                         | N                                                         | N                                                         | N                                                         | P                                                         | P                                                         | N                                                         | N                                                         | N                                                         |                                                           |   |   |   |   | [ 52 ] |
| 5 de enero de 2022                                  | 6:15 p. m.   | RTP3                   | João Adelino Faria                                     | N                                                         | N                                                         | N                                                         | N                                                         | P                                                         | N                                                         | N                                                         | P                                                         | N                                                         |                                                           |   |   |   |   | [ 52 ] |
| 5 de enero de 2022                                  | 9:00 pm      | SIC                    | Clara de Sousa                                         | N                                                         | P                                                         | P                                                         | N                                                         | N                                                         | N                                                         | N                                                         | N                                                         | N                                                         |                                                           |   |   |   |   | [ 52 ] |
| 5 de enero de 2022                                  | 10:00 p. m.  | CNN Portugal           | João Póvoa Marinheiro                                  | N                                                         | N                                                         | N                                                         | N                                                         | N                                                         | N                                                         | P                                                         | N                                                         | P                                                         |                                                           |   |   |   |   | [ 52 ] |
| 6 de enero de 2022                                  | 6:30 p. m.   | CNN Portugal           |                                                        | Cancelado                                                 | Cancelado                                                 | Cancelado                                                 | Cancelado                                                 | Cancelado                                                 | Cancelado                                                 | Cancelado                                                 | Cancelado                                                 | Cancelado                                                 |                                                           |   |   |   |   | [ 52 ] |
| 6 de enero de 2022                                  | 9:00 p. m.   | RTP1                   | João Adelino Faria                                     | P                                                         | N                                                         | N                                                         | N                                                         | N                                                         | N                                                         | P                                                         | N                                                         | N                                                         |                                                           |   |   |   |   | [ 52 ] |
| 6 de enero de 2022                                  | 10:00 p. m.  | SIC Noticias           | Rosa de Oliveira Pinto                                 | N                                                         | N                                                         | P                                                         | N                                                         | N                                                         | N                                                         | N                                                         | P                                                         | N                                                         |                                                           |   |   |   |   | [ 52 ] |
| 7 de enero de 2022                                  | 6:30 p. m.   | SIC Noticias           | Rosa de Oliveira Pinto                                 | N                                                         | N                                                         | N                                                         | N                                                         | N                                                         | P                                                         | N                                                         | P                                                         | N                                                         |                                                           |   |   |   |   | [ 52 ] |
| 7 de enero de 2022                                  | 9:00 p. m.   | TVI                    | Sara Pinto                                             | N                                                         | P                                                         | N                                                         | N                                                         | P                                                         | N                                                         | N                                                         | N                                                         | N                                                         |                                                           |   |   |   |   | [ 52 ] |
| 7 de enero de 2022                                  | 10:00 p. m.  | RTP3                   |                                                        | Cancelado                                                 | Cancelado                                                 | Cancelado                                                 | Cancelado                                                 | Cancelado                                                 | Cancelado                                                 | Cancelado                                                 | Cancelado                                                 | Cancelado                                                 |                                                           |   |   |   |   | [ 52 ] |
| 8 de enero de 2022                                  | 9:00 p. m.   | TVI                    | João Adelino Faria                                     | P                                                         | N                                                         | N                                                         | N                                                         | N                                                         | P                                                         | N                                                         | N                                                         | N                                                         |                                                           |   |   |   |   | [ 52 ] |
| 8 de enero de 2022                                  | 10:00 p. m.  | RTP1                   | Sara Pinto                                             | N                                                         | P                                                         | N                                                         | N                                                         | N                                                         | N                                                         | N                                                         | N                                                         | P                                                         |                                                           |   |   |   |   | [ 52 ] |
| 8 de enero de 2022                                  | 11:00 pm     | CNN Portugal           |                                                        | Cancelado                                                 | Cancelado                                                 | Cancelado                                                 | Cancelado                                                 | Cancelado                                                 | Cancelado                                                 | Cancelado                                                 | Cancelado                                                 | Cancelado                                                 |                                                           |   |   |   |   | [ 52 ] |
| 9 de enero de 2022                                  | 9:00 p. m.   | SIC                    | Clara de Sousa                                         | P                                                         | N                                                         | N                                                         | N                                                         | P                                                         | N                                                         | N                                                         | N                                                         | N                                                         |                                                           |   |   |   |   | [ 52 ] |
| 9 de enero de 2022                                  | 10:00 p. m.  | RTP3                   | João Adelino Faria                                     | N                                                         | N                                                         | N                                                         | N                                                         | N                                                         | N                                                         | P                                                         | P                                                         | N                                                         |                                                           |   |   |   |   | [ 52 ] |
| 9 de enero de 2022                                  | 11:00 p. m.  | SIC Noticias           | Rosa de Oliveira Pinto                                 | N                                                         | N                                                         | N                                                         | N                                                         | N                                                         | P                                                         | N                                                         | N                                                         | P                                                         |                                                           |   |   |   |   | [ 52 ] |
| 10 de enero de 2022                                 | 6:30 p. m.   | RTP3                   | João Adelino Faria                                     | N                                                         | N                                                         | P                                                         | N                                                         | N                                                         | P                                                         | N                                                         | N                                                         | N                                                         |                                                           |   |   |   |   | [ 52 ] |
| 10 de enero de 2022                                 | 9:00 p. m.   | SIC                    | Clara de Sousa                                         | N                                                         | P                                                         | N                                                         | N                                                         | N                                                         | N                                                         | N                                                         | P                                                         | N                                                         |                                                           |   |   |   |   | [ 52 ] |
| 10 de enero de 2022                                 | 10:00 p. m.  | CNN Portugal           | João Póvoa Marinheiro                                  | N                                                         | N                                                         | N                                                         | N                                                         | P                                                         | N                                                         | N                                                         | N                                                         | P                                                         |                                                           |   |   |   |   | [ 52 ] |
| 11 de enero de 2022                                 | 9:00 p. m.   | RTP1                   | João Adelino Faria                                     | P                                                         | N                                                         | P                                                         | N                                                         | N                                                         | N                                                         | N                                                         | N                                                         | N                                                         |                                                           |   |   |   |   | [ 52 ] |
| 11 de enero de 2022                                 | 10:00 p. m.  | CNN Portugal           |                                                        | Cancelado                                                 | Cancelado                                                 | Cancelado                                                 | Cancelado                                                 | Cancelado                                                 | Cancelado                                                 | Cancelado                                                 | Cancelado                                                 | Cancelado                                                 |                                                           |   |   |   |   | [ 52 ] |
| 12 de enero de 2022                                 | 6:30 p. m.   | CNN Portugal           | João Póvoa Marinheiro                                  | N                                                         | N                                                         | N                                                         | N                                                         | P                                                         | N                                                         | P                                                         | N                                                         | N                                                         |                                                           |   |   |   |   | [ 52 ] |
| 12 de enero de 2022                                 | 9:00 p. m.   | SIC                    | Clara de Sousa                                         | N                                                         | P                                                         | N                                                         | S                                                         | N                                                         | N                                                         | N                                                         | N                                                         | N                                                         |                                                           |   |   |   |   | [ 52 ] |
| 12 de enero de 2022                                 | 10:00 p. m.  | SIC Noticias           | Rosa de Oliveira Pinto                                 | N                                                         | N                                                         | N                                                         | N                                                         | N                                                         | N                                                         | N                                                         | P                                                         | P                                                         |                                                           |   |   |   |   | [ 52 ] |
| 13 de enero de 2022                                 | 8:30 p. m.   | RTP1, SIC, TVI         | João Adelino Faria Clara de Sousa Sara Pinto           | P                                                         | P                                                         | N                                                         | N                                                         | N                                                         | N                                                         | N                                                         | N                                                         | N                                                         |                                                           |   |   |   |   | [ 52 ] |
| 14 de enero de 2022                                 | 6:30 p. m.   | SIC Noticias           | Rosa de Oliveira Pinto                                 | N                                                         | N                                                         | N                                                         | N                                                         | N                                                         | P                                                         | P                                                         | N                                                         | N                                                         |                                                           |   |   |   |   | [ 52 ] |
| 14 de enero de 2022                                 | 9:00 p. m.   | TVI                    | Sara Pinto                                             | P                                                         | N                                                         | N                                                         | N                                                         | N                                                         | N                                                         | N                                                         | P                                                         | N                                                         |                                                           |   |   |   |   | [ 52 ] |
| 14 de enero de 2022                                 | 10:00 p. m.  | RTP3                   | João Adelino Faria                                     | N                                                         | N                                                         | P                                                         | N                                                         | P                                                         | N                                                         | N                                                         | N                                                         | N                                                         |                                                           |   |   |   |   | [ 52 ] |
| 15 de enero de 2022                                 | 9:00 p. m.   | RTP1                   | João Adelino Faria                                     | N                                                         | P                                                         | N                                                         | N                                                         | N                                                         | P                                                         | N                                                         | N                                                         | N                                                         |                                                           |   |   |   |   | [ 52 ] |
| 15 de enero de 2022                                 | 10:00 p. m.  | RTP3                   |                                                        | Cancelado                                                 | Cancelado                                                 | Cancelado                                                 | Cancelado                                                 | Cancelado                                                 | Cancelado                                                 | Cancelado                                                 | Cancelado                                                 | Cancelado                                                 |                                                           |   |   |   |   | [ 52 ] |
| 17 de enero de 2022                                 | 9:00 p. m.   | RTP1                   | Carlos Daniel                                          | P                                                         | P                                                         | P                                                         | S                                                         | P                                                         | P                                                         | P                                                         | P                                                         | P                                                         | [ 53 ]                                                    |   |   |   |   |        |
| 20 de enero de 2022                                 | 9:00 a. m.   | Antena 1, RR, TSF      | Natália Carvalho Susana Martins Judith Menezes e Sousa | P                                                         | A                                                         | P                                                         | S                                                         | P                                                         | P                                                         | A                                                         | P                                                         | P                                                         | [ 54 ]                                                    |   |   |   |   |        |
| Candidato visto como más convincente en cada debate |              |                        |                                                        |                                                           |                                                           |                                                           |                                                           |                                                           |                                                           |                                                           |                                                           |                                                           |                                                           |   |   |   |   |        |
| Fecha                                               | Hora         | Organizador            | Encuesta                                               | PS                                                        | PSD                                                       | BE                                                        | CDU                                                       | CDS-PP                                                    | PAN                                                       | CH                                                        | IL                                                        | L                                                         | Ref                                                       |   |   |   |   |        |
| Fecha                                               | Hora         | Organizador            | Encuesta                                               |                                                           |                                                           |                                                           |                                                           |                                                           |                                                           |                                                           |                                                           |                                                           | Ref                                                       |   |   |   |   |        |
| 13 de enero de 2022                                 | 8:30 p. m.   | RTP1, SIC, TVI         | Pitagórica                                             | 38.0                                                      | 42.0                                                      | N/A                                                       | N/A                                                       | N/A                                                       | N/A                                                       | N/A                                                       | N/A                                                       | N/A                                                       | [ 55 ]                                                    |   |   |   |   |        |
| 13 de enero de 2022                                 | 8:30 p. m.   | RTP1, SIC, TVI         | Aximage                                                | 42.0                                                      | 39.0                                                      | N/A                                                       | N/A                                                       | N/A                                                       | N/A                                                       | N/A                                                       | N/A                                                       | N/A                                                       | [ 56 ]                                                    |   |   |   |   |        |

## Resultados

### Resultados nacionales
|  | 41.37 % |

|  | 27.67 % |

|  | 7.18 % |

|  | 4.91 % |

|  | 4.40 % |

|  | 4.30 % |

|  | 1.58 % |

|  | 1.60 % |

|  | 1.28 % |

|  | 0.91 % |

|  | 0.51 % |

|  | 0.42 % |

|  | 0.20 % |

|  | 0.20 % |

|  | 0.20 % |

|  | 0.14 % |

|  | 0.11 % |

|  | 0.11 % |

|  | 0.09 % |

|  | 0.07 % |

|  | 0.06 % |

|  | 0.04 % |

|  | 0.00 % |

|  | 97.37 % |

|  | 1.50 % |

|  | 1.13 % |

|  | 100 % |

|  | 52.19 % |

### Resultados por circunscripción

Distribución de escaños por circunscripción

|  | 42.84 % |

|  | 5.93 % |

|  | 4.11 % |

|  | 4.27 % |

|  | 1.49 % |

|  | 1.37 % |

|  | 0.92 % |

|  | 33.92 % |

|  | 39.48 % |

|  | 35.68 % |

|  | 5.63 % |

|  | 4.47 % |

|  | 4.58 % |

|  | 1.79 % |

|  | 2.46 % |

|  | 1.26 % |

|  | 0.79 % |

|  | 43.73 % |

|  | 15.94 % |

|  | 10.27 % |

|  | 2.06 % |

|  | 3.72 % |

|  | 18.42 % |

|  | 0.76 % |

|  | 0.88 % |

|  | 0.73 % |

|  | 42.02 % |

|  | 34.78 % |

|  | 5.82 % |

|  | 4.33 % |

|  | 3.75 % |

|  | 2.63 % |

|  | 1.66 % |

|  | 1.19 % |

|  | 0.79 % |

|  | 40.30 % |

|  | 40.28 % |

|  | 8.55 % |

|  | 2.09 % |

|  | 2.08 % |

|  | 1.60 % |

|  | 1.36 % |

|  | 0.60 % |

|  | 0.35 % |

|  | 47.65 % |

|  | 27.40 % |

|  | 8.31 % |

|  | 2.91 % |

|  | 4.25 % |

|  | 2.55 % |

|  | 1.56 % |

|  | 0.98 % |

|  | 0.81 % |

|  | 45.23 % |

|  | 29.13 % |

|  | 6.12 % |

|  | 3.62 % |

|  | 5.09 % |

|  | 3.39 % |

|  | 1.51 % |

|  | 1.19 % |

|  | 1.02 % |

|  | 43.95 % |

|  | 21.41 % |

|  | 9.15 % |

|  | 3.33 % |

|  | 2.47 % |

|  | 14.56 % |

|  | 1.14 % |

|  | 0.84 % |

|  | 0.63 % |

|  | 39.87 % |

|  | 24.35 % |

|  | 12.30 % |

|  | 4.64 % |

|  | 5.76 % |

|  | 4.81 % |

|  | 1.08 % |

|  | 2.16 % |

|  | 1.08 % |

|  | 45.10 % |

|  | 33.52 % |

|  | 7.95 % |

|  | 1.93 % |

|  | 3.07 % |

|  | 1.77 % |

|  | 2.21 % |

|  | 0.66 % |

|  | 0.54 % |

|  | 35.73 % |

|  | 34.68 % |

|  | 8.02 % |

|  | 5.26 % |

|  | 4.54 % |

|  | 3.11 % |

|  | 2.05 % |

|  | 1.31 % |

|  | 1.05 % |

|  | 40.83 % |

|  | 24.16 % |

|  | 7.77 % |

|  | 7.90 % |

|  | 4.72 % |

|  | 5.08 % |

|  | 1.65 % |

|  | 1.99 % |

|  | 2.44 % |

|  | 31.47 % |

|  | 6.08 % |

|  | 3.34 % |

|  | 3.23 % |

|  | 2.03 % |

|  | 1.64 % |

|  | 0.72 % |

|  | 39.83 % |

|  | 47.21 % |

|  | 23.23 % |

|  | 11.46 % |

|  | 2.08 % |

|  | 2.90 % |

|  | 7.58 % |

|  | 1.19 % |

|  | 0.64 % |

|  | 0.55 % |

|  | 42.53 % |

|  | 32.33 % |

|  | 4.37 % |

|  | 5.11 % |

|  | 4.78 % |

|  | 3.28 % |

|  | 1.46 % |

|  | 1.70 % |

|  | 1.16 % |

|  | 41.19 % |

|  | 26.87 % |

|  | 10.91 % |

|  | 3.77 % |

|  | 4.59 % |

|  | 5.43 % |

|  | 1.90 % |

|  | 1.16 % |

|  | 0.89 % |

|  | 45.73 % |

|  | 16.15 % |

|  | 9.03 % |

|  | 5.13 % |

|  | 5.75 % |

|  | 10.05 % |

|  | 1.12 % |

|  | 1.99 % |

|  | 1.42 % |

|  | 42.06 % |

|  | 34.17 % |

|  | 6.06 % |

|  | 2.87 % |

|  | 3.48 % |

|  | 3.00 % |

|  | 3.36 % |

|  | 0.98 % |

|  | 0.72 % |

|  | 41.30 % |

|  | 39.99 % |

|  | 7.19 % |

|  | 1.80 % |

|  | 2.32 % |

|  | 1.69 % |

|  | 1.58 % |

|  | 0.77 % |

|  | 0.55 % |

|  | 41.55 % |

|  | 36.81 % |

|  | 7.79 % |

|  | 2.53 % |

|  | 2.83 % |

|  | 1.62 % |

|  | 2.05 % |

|  | 0.91 % |

|  | 0.64 % |

|  | 32.98 % |

|  | 14.99 % |

|  | 7.09 % |

|  | 2.47 % |

|  | 2.42 % |

|  | 1.29 % |

|  | 1.06 % |

|  | 2.70 % |

|  | 1.44 % |

|  | 29.76 % |

|  | 37.46 % |

|  | 9.59 % |

|  | 3.55 % |

|  | 2.61 % |

|  | 1.41 % |

|  | 2.14 % |

|  | 4.53 % |

|  | 1.00 % |

|  | 41.50 % |

|  | 27.83 % |

|  | 7.28 % |

|  | 4.88 % |

|  | 4.29 % |

|  | 4.39 % |

|  | 1.60 % |

|  | 1.64 % |

|  | 1.29 % |

|  | 0.90 % |

|  | 0.51 % |

### Mapas

Resultados por Districto
Resultados por municipios
Partido Socialista por municipios
Partido Social Demócrata por municipios
CHEGA! por municipios
Iniciativa Liberal por municipios
Bloque de Izquierda por municipios
CDU por municipios
CDS-PP por municipios
PAN por municipios
LIVRE por municipios

## Reacciones

### Nacionales
- Partido Socialista: El líder del partido y primer ministro António Costa dijo que la "mayoría absoluta no significa poder absoluto" y que aún estaría abierto a formar una coalición, a pesar de que ya no es un necesaria para gobernar.[57] También prometió reformas, diciendo: "Se han creado las condiciones para llevar a cabo inversiones y reformas para que Portugal sea más próspero, más justo, más innovador"[10]
- Partido Social Demócrata: Después de las elecciones, el líder del partido, Rui Rio, anunció que renunciaría al liderazgo.[58]
- CHEGA: El líder del partido André Ventura, celebró los resultados. Pero culpó de la mayoría del PS al líder del PSD, Rui Rio por no formar una alianza entre los dos partidos de derecha y afirmó: "De ahora en adelante no habrá una oposición blanda. Asumiremos el papel de ser la verdadera oposición a los socialistas y restaurar la dignidad de este país"[10]
- Iniciativa Liberal: João Cotrim de Figueiredo, líder del partido, también celebró los logros suficientes para formar un grupo parlamentario y dijo que su partido sería una "firme oposición al socialismo"[59]
- Bloque de Izquierda: La líder Catarina Martín culpó al PS de haber creado una falsa crisis que, en su opinión, había resultado en unas elecciones polarizadas que penalizaban a los partidos de izquierda. También se pronunció en contra de las ganancias de CHEGA.[60]
- Partido Comunista Portugués: El líder del partido, Jerónimo de Sousa, también hizo declaraciones en contra del PS.[61]
- CDS-Partido Popular: El líder del partido, Francisco Rodrigues dos Santos, anunció su renuncia.[62]
- Personas-Animales-Naturaleza: La dirigente del PAN, Inês Sousa Real, expresó tristeza por los resultado y dijo que una mayoría absoluta sería mala para la democracia.[63]
- LIVRE: El principal candidato Rui Tavares prometió que Costa trabajaría con otros partidos de izquierda.[64]

### Internacionales
- España: El presidente del Gobierno español, Pedro Sánchez, líder del Partido Socialista Obrero Español, felicitó a Costa en Twitter, afirmando que "Portugal ha vuelto a apostar por un proyecto socialdemócrata que combina crecimiento y justicia social. Juntos seguiremos impulsando en nuestros países y en Europa una respuesta socialista a los desafíos que compartimos".[65]
- Unión Europea: El primer vicepresidente de la Comisión Europea, Frans Timmermans, felicitó la victoria de Costa en Twitter como "una victoria importante para Portugal y Europa".[65]
- Reino Unido: Keir Starmer, líder de la oposición británica y del Partido Laborista, felicitó a Costa en Twitter por "una victoria para la seriedad en el gobierno, la prosperidad compartida y la justicia social".[66]
- India: El primer ministro indio, Narendra Modi, felicitó a Costa, de origen luso-indio, en Twitter "por su resonante actuación en las elecciones parlamentarias de Portugal y su reelección". También afirmó: "Espero continuar profundizando la cálida y probada relación con Portugal".[67]
- Brasil: Luiz Inácio Lula da Silva, expresidente de Brasil y precandidato presidencial en las elecciones generales brasileñas de 2022, felicitó a Costa y a su partido por “su gran victoria electoral en Portugal”, deseándoles “buena suerte”.[68]